# Кристофер-стрит
Кри́стофер-стрит (англ. Christopher Street) — улица в районе Гринвич-Виллидж, Манхэттен, Нью-Йорк. Располагается между 9-й улицей и 6-й авеню. Кристофер-стрит является одним из символов борьбы за права геев и лесбиянок.
Станция «Кристофер-стрит» является конечной станцией линий HOB-33 и JSQ-33 скоростной подземной железной дороги PATH, соединяющей Манхэттен с городами Хобокен и Джерси-Сити в штате Нью-Джерси, а также станцией маршрутов 1 и 2 West Side Line Нью-Йоркского метрополитена. На Кристофер-стрит расположена старейшая чайная компания «McNulty’s Tea and Coffee», основанная в 1895 году.

## История
Кристофер-стрит — одна из старейших улиц Гринвич-Виллидж. Она служила южной границей поместья адмирала сэра Питера Уоррена, начиналась от старой Гринвичской дороги (в настоящее время — Гринвич-авеню) и заканчивалась у соседнего поместья возле Норд Ривер (в настоящее время — Гансвурт-стрит). Улицу называли Скиннер Роуд (рус. Дорога Скиннера) в честь приемного сына адмирала Уоррена — полковника Уильяма Скиннера. Своё нынешнее название улица получила в 1799 году, когда земля Уоррена была приобретена Чарльзом Кристофером Амосом. Помимо Кристофер-стрит, свои новые названия получили также Чарльз-стрит и Амос-стрит. Последнюю, правда, позже переименовали в 10-ю улицу.

## Значение для ЛГБТ-сообщества

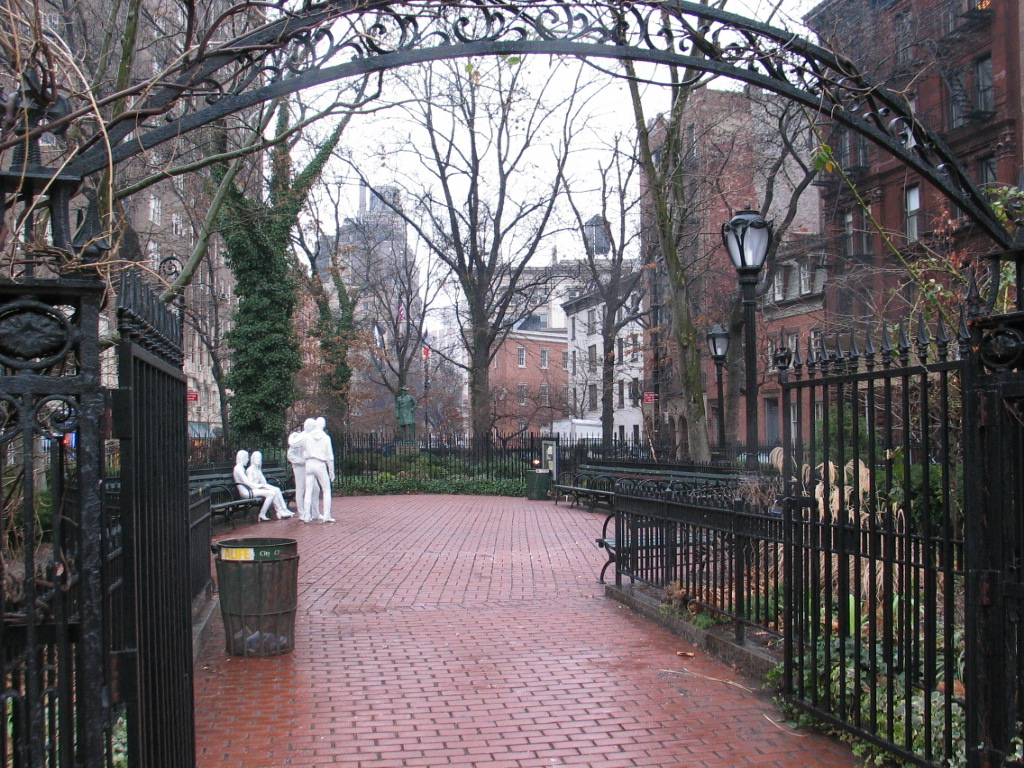
Вход в Кристофер-парк и скульптура «Гей-освобождение» Джорджа Сегала

- В 1970-х годах Кристофер-стрит становится главной гей-улицей Нью-Йорка. На улице в любое время суток можно было встретить геев. Было открыто множество гей-баров, а также магазинов, торгующих кожаной одеждой. В 1980-х годах с ростом заболеваемости СПИДом ситуация коренным образом изменилась. Центр гей-жизни смещается к северу, в район Челси. Хотя некоторое число гей-баров на Кристофер-стрит осталось, улица в значительной степени потеряла свой статус «весёлой» и не отличается от других тихих улиц в Гринвич-Виллидж.

- На этой улице находится здание известного бара Стоунволл-инн, возле которого в июне 1969 года произошло стоунволлское восстание. Марш в «День освобождения Кристофер-стрит» впервые был проведен через год после тех событий, положив начало международной традиции проводить в конце июня прайд-парады[2]. Ежегодный прайд-фестиваль в Берлине, Кёльне и других немецких городах носит название «День Кристофер-стрит». Журнал «Кристофер-стрит», который издавался с июля 1976 по декабрь 1995 года, и в течение многих лет оставался одним из самых уважаемых гей-журналов США.

- С 1992 года Кристофер-парк, находящийся на пересечении улиц Кристофер-стрит, Грув-стрит и 4-й Вест-стрит, украшают скульптура «Гей-освобождение» Джорджа Сегала. Две сидящие девушки и два обнявшихся юноши являются знаком уважения жителями района прав геев и лесбиянок.

- Кристофер-стрит — место действия мюзикла Чудесный город.

- На Кристофер-стрит располагается старейший магазин, торгующий литературой для геев — Книжный магазин имени Оскара Уайльда.

## Комментарии
1. ↑  До сих пор не известно, был ли Амос наследником Уоррена или обычным аферистом.